# Mindelstetten
Mindelstetten es un municipio situado en el distrito de Eichstätt, en el estado federado de Baviera (Alemania), con una población a finales de 2016 de unos 1728 habitantes.

## Historia

### Antigüedad
La ciudad de Mindelstetten se encuentra en la antigua ruta de la sal y el hierro de Núremberg a Landshut. La primera mención documentada fue en 1042 en un documento del monasterio de colonización de St. Emmeram en Ratisbona; en él, Erchantrud le da al monasterio un bien para "Mundilstetti". En el siglo XII había una nobleza local. En 1123 apareció como testigo un Tiemo von Mundelstetten. Henricus Plebanus, el primer pastor de Mundilstatt, se menciona en un documento de 1244, encargado por el obispo de Eichstätt. En 1408, los señores de Althinzenhauser adquirieron el pueblo de Mingelstetten del monasterio de Solnhofen; el Propstei Solnhofen, perteneciente al monasterio de Fulda, pudo haber recibido derechos de patrocinio poco después de 1100. En la Guerra de los Treinta Años, el pueblo sufrió graves daños en 1632. En 1692 un gran incendio asoló el pueblo. En 1860, Mindelstetten adquirió por primera vez un camión de bomberos.
Mindelstetten perteneció a Munich Rentamt y desde 1803 al Tribunal de Distrito del Electorado de Abensberg y más tarde al Reino de Baviera. Desde la fusión del tribunal de distrito de Abensberg con el tribunal de distrito de Kelheim para formar la oficina del distrito de Kelheim en 1862, Mindelstetten ha pertenecido a la oficina del distrito de Kelheim, que pasó a llamarse distrito de Kelheim en 1939.
En 1838 Mindelstetten tenía 42 casas y 224 habitantes, Hiendorf 19 casas y 112 habitantes y Harlanden 4 casas y 30 habitantes.

### SigloXX
El 1 de junio de 1928 se incorporó parte de la disuelta comunidad de Schwabstetten. Hiendorf se añadió el 1 de julio de 1972. Hüttenhausen siguió el 1 de mayo de 1978 con Offendorf, que se incorporó en 1939.

## Geografía
Se encuentra ubicado en el centro del estado, en la región de Alta Baviera, cerca de la orilla norte del río Danubio.